# Vince Clarke
Vincent John Martin, (South Woodford, Reino Unido, 3 de julio de 1960), conocido como Vince Clarke, es un músico inglés conocido principalmente por ser un importante precursor de la música electrónica desde 1981 en el grupo Depeche Mode, así como en Erasure y Yazoo. Es el autor de populares temas del género como «Just Can't Get Enough» de Depeche Mode, «Only You» y «Situation» de Yazoo, y coautor de «A Little Respect», «Chorus», «Love to Hate You», «Breath of Life», «Always» e «In My Arms» de Erasure.
Clarke contrajo nupcias con Tracy Hurley, hermana de la creadora de Ghostgirl, Tonya Hurley, en mayo de 2004. En septiembre de 2005 nació el hijo de ambos, Oscar Martin. En enero de 2024, Tracy falleció dos años después de haber sido diagnosticada con cáncer de estómago.

## Historia

### Inicios
Vincent John Martin nació en South Woodford en Essex, Inglaterra, pero creció en Basildon en el mismo condado. Hijo de Dennis Martin y Rose, tiene tres hermanos: Carol -su hermana mayor- y sus hermanos menores Rodney y Michael -apodado Mick-. Desde niño tomó clases de violín y de piano.
Zurdo para escribir -aunque toca la guitarra como diestro-, en 1976 integró una banda llamada No Romance in China donde se encargó de tocar la guitarra y cantar, mientras Andrew Fletcher tocaba el bajo. Susan Ryder Paget (más conocida como Sue Paget, quien tocaba el bajo y hacía coros en The Vandals -banda donde también estaba Alison Moyet-), y Pete Hobbs -batería- completaron la formación. Hobbs también tocaba en otra banda llamada Norman and the Worms con Phil Burdett y Martin Gore.
En 1979, Vince formó otro dúo de guitarras con Robert Marlow, llamado The Plan, con influencias de Ultravox, al que se incorporarían Perry Bamonte -quien en el futuro integraría la banda The Cure- en bajo y Paul Langwith como baterista. Poco tiempo después, Marlow cambiaría su guitarra por un sintetizador.
Poco tiempo después, Robert Marlow y Gore formó la banda French Look. Al tiempo que esto sucedió, Vince retomó su sociedad con Fletcher e incorporaron a Gore, entonces surgió Composition of Sound. Al principio, Vince cantaba y tocaba la guitarra, mientras Fletcher y Gore se repartían entre bajo y guitarra. Existen versiones que dicen que Vince tocó en French Look pero no hay confirmación de ello.
Tras un breve receso, French Look sumó a Paul Redmond como integrante. Realizaron dos presentaciones donde tocaron junto a Composition of Sound -Gore, quien participaba en ambas bandas, de hecho, debía cambiarse de vestuario para disimular-. Finalmente, Gore se quedó en Composition of Sound.

### Depeche Mode
En 1980 el trío se encontraba ensayando en un salón de eventos artísticos del condado, en donde Vince escuchó a un chico llamado David Gahan cantando “Heroes” de David Bowie, al que pronto invitó a convertirse en el cantante de su grupo. Gahan aceptó y sugirió cambiar el nombre a Depeche Mode. Vince cambió la guitarra por un sintetizador y pronto lo siguieron Gore y Fletcher interesados también por el género electrónico, si bien Vince era el único que verdaderamente dominaba el teclado.
Ya como Depeche Mode, el ahora cuarteto de tecnopop consiguió grabar la canción Photographic, escrita por Vince, para un recopilatorio de nuevas promesas, en un pequeño sello promotor de música electrónica llamado Some Bizzare Records, del productor Stephen John Pearce, conocido como Stevo.
Vincent John Martin decidió cambiar su nombre por el de Vince Clarke, ya que cuando empezaron los shows, se encontraba acogido al seguro de desempleo. Poco después lograron grabar su primer disco, concebido casi completamente por Vince excepto por dos temas de Gore, en otro sello pequeño de música electrónica de nombre Mute Records, de Daniel Miller, ello por la insistencia de Clarke de no acercarse a las grandes compañías de música y conservar un espíritu independiente. Fue así como Clarke dio al grupo su primer gran éxito, el tema bailable Just Can't Get Enough, mientras el tema New Life, también de Clarke, lograba otro relativo buen impacto, y sorpresivamente el disco debut de Depeche Mode, titulado Speak & Spell, obtuvo más éxito del que incluso Miller había esperado.
No era lo que Clarke había deseado, él quería trabajar en el estudio y seguir explorando el potencial de los sintetizadores, por lo cual, después de ese primer disco, abandonó el grupo.
Además de su álbum debut, Clarke participó únicamente en las dos primeras breves giras de Depeche Mode, conocidas solo como 1980 Tour y 1981 Tour.

### Yazoo
En 1981, tras dejar Depeche Mode, Vince Clarke respondió un aviso publicado por la cantante Alison Moyet, también de Basildon y así nació el dueto Yazoo.
Yazoo grabó dos álbumes con los que alcanzó el segundo y el primer puesto del ranking británico y tres sencillos, Only You, Don't Go y Nobody's Diary que llegaron a los tres primeros puestos. Además hicieron otros clásicos bailables como Situation.
A pesar del éxito de Yazoo, la relación entre ambos no era la mejor, de hecho el segundo y último álbum lo grabaron por separado, sin cruzarse en el estudio. Fue así que en 1983, con apenas un año y medio de existencia, se separaron.

### The Assembly con Eric Radcliffe
También en 1983 formó un efímero nuevo proyecto con Eric Radcliffe, productor de los dos álbumes de Yazoo, y Feargal Sharkey, el excantante de The Undertones, llamado The Assembly, que tan sólo grabó un sencillo aislado titulado Never Never que alcanzó el número 4 en el ranking británico.
Clarke y Radcliffe fundaron a su vez un sello discográfico alternativo llamado Reset, el cual estuvo activo entre 1983 y 1985. En Reset grabaron -varios de ellos producidos por Clarke y Radcliffe- Robert Marlow, Absolute, Hardware y Peter Hewson -miembro de la banda Chicory Tip-. Ya para otro sello, Clarke produjo Just Me Alone, una canción de Twilight, efímero grupo integrado por Andrew Mansi y Steev Toth, futuros jefes de gira de Erasure y Nitzer Ebb respectivamente.
En 1985, Clarke grabó con Paul Quinn otro sencillo bajo el título One Day, pero fue otro dueto fugaz.

### Erasure

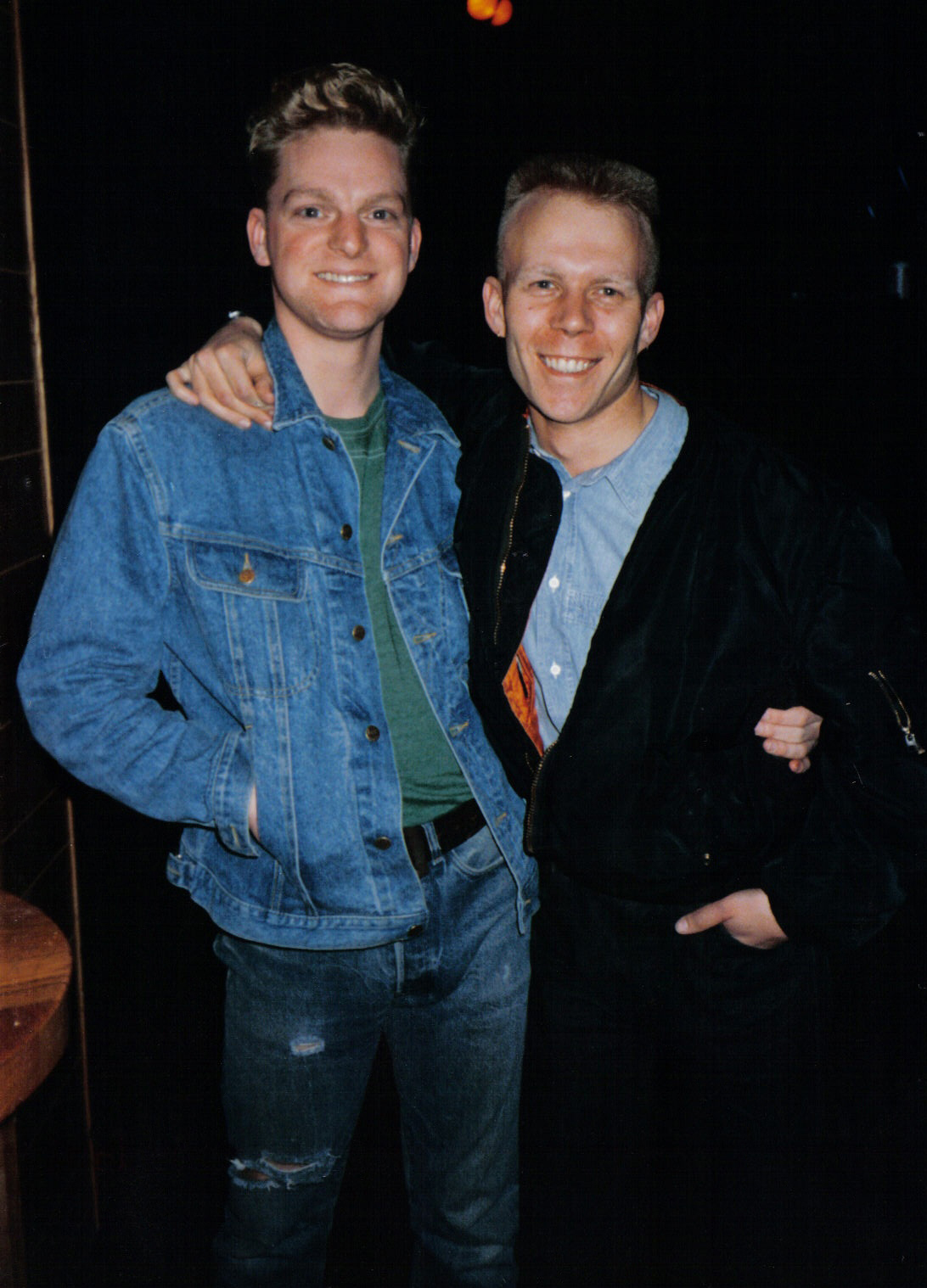
Andy Bell y Vince Clarke en 1986

En 1985, Vince Clarke puso un anuncio en la revista Melody Maker para encontrar un nuevo cantante. Tras probar con más de 40 postulantes, eligió a Andy Bell como cantante y juntos conformaron el dúo Erasure.
Desde entonces, formaron un dúo que ha creado clásicos como Oh L'Amour, Sometimes, Ship of Fools, Chains of Love, A Little Respect, Stop!, Drama!, Blue Savannah, Chorus, Love to Hate You, Breath of Life, Always, Run to the Sun, Stay with Me, In My Arms, Solsbury Hill o Breathe.
Erasure sigue en actividad ininterrumpida desde 1985 -más allá de proyectos en paralelo- y cuenta con veinte álbumes de estudio -cinco números uno en Reino Unido-, más de cuarenta sencillos -29 en el top 20 británico-, veintiocho millones de álbumes vendidos.

## Songs of Silence
En 2023, se publicó Songs of Silence, su primer álbum solista. Se trata de un álbum instrumental, en el cual, cada canción está basada en una sola nota en un sintetizador modular y está alejado de su característico sonido.

### Otros proyectos y aportes
En 1984 interviene en el sencillo Ave Maria, de la banda West India Company, con sonidos varios -figura como pirotecnia-. El sencillo cuenta con cuatro canciones.
Desde su creación en 1985, el proyecto Erasure ha sido su prioridad, pero ha tenido participaciones en varios proyectos más, hasta compuso un tintineo para la compañía Volkswagen.
En 1993, Clarke realizó un CD-Sampler (que consta de bancos de sonido creados por el propio Clarke destinados a ser utilizados en samplers), titulado Lucky Bastard, siendo este el primer trabajo que puede considerársele como solista hasta 2009, exceptuando las colaboraciones y remezclas.
Entre junio y julio de 1998 se hicieron presentaciones de "Rita, Sue and Bob, too", una obra teatral escrita por Andrea Dunbar, en el teatro West Yorkshire Playhouse de Leeds. Clarke fue el encargado de la música que constaba de varias piezas instrumentales, básicamente mini-covers de canciones populares de bandas de Synthpop de los años ochenta.
En 1998 realizó la canción Dirty Little Business Theme para la película A Dirty Little Business -también conocida como Merchants of Venus y Good Vibrations-. En dicha película también está incluida una versión de Love Affair, tema de Erasure.
Para 1999, otra vez junto con Eric Radcliffe, produjeron y programaron el primer álbum de su antiguo conocido Robert Marlow, que había sido grabado originalmente en 1984, pero obtuvo una pobre respuesta.
Poco después se asoció con Martyn Ware (del también grupo de synthpop Heaven 17 y quien había producido el álbum I Say I Say I Say de Erasure en 1994), con quien lanzó un álbum bajo el nombre The Clarke and Ware Experiment.
En 2000, realizó dos bandas de sonido, para la película Blood y para la película Bullfighter. Para 2001, publicó un segundo disco con Martyn Ware e incluyeron una canción en el álbum Music for the 3rd Millenium. Ese mismo año participó  con Phil Creswick -com quien ya había participado en Family Fantastic- en un grupo llamado RadioActivators que lanzaron solo otro sencillo aislado. 
En 2002 cedió The Floating World un tema inédito para Simple Minds. En 2003, Andy Bell intentaría llevar a cabo su primer esfuerzo solista, sin embargo pidió a Clarke su colaboración y acabaron realizando su décimo álbum como Erasure, Other People's Songs. En 2004 coescribió con Martyn Ware el tema What Do I Want From You? para Freeform Five, incluida en su álbum Strangest Things.
Además, para el grupo juvenil Girl Authority, otro proyecto del manager de Erasure y concuñado de Clarke, Michael Pagnotta, reescribió "Let's Get Together", una vieja canción suya de su etapa en Depeche Mode, en la cual puede oírse la melodía subyacente de "Just Can't Get Enough". También en 2008, se reunió con Alison Moyet, luego de 25 años para, nuevamente como Yazoo, realizar el Reconnected Tour que presentó sobre los escenarios a la banda, a la vez que lanzaron una caja de 4 discos (3 CD y 1 DVD) conteniendo su exigua discografía remasterizada, un disco de lados B y remezclas, así como un DVD con sus videos promocionales y un documental. Luego de la gira editaron Reconnected Live, un disco en vivo registrando uno de los conciertos.
En 2009, realizó lo que sería su segundo trabajo solista, llamado Deeptronica, el cual se publicó directo en internet sin edición física y se trata de un ejercicio experimental con temas instrumentales de corte bailable. Además, ese mismo año, produjo y mezcló Lovesick, un tema de Polly Scattergood que sirvió de música para el libro Ghostgirl: Lovesick, de su cuñada Tonya Hurley. También realizó un remix de este tema.

También hizo la programación para la banda Heaven 17 del tema Empire State Human, canción de Human League de 1980, cuando los actuales miembros de Heaven 17 aún formaban parte de Human League.
Para 2011 aparece una remezcla del tema Behind the Wheel de Depeche Mode realizada por Clarke para el compilatorio Remixes 2: 81-11, que celebra los treinta años de la fundación de la banda; su primera participación con ellos en 29 años y además en un tema posterior a su salida. En mayo de ese mismo año participó en un festival especial del sello Mute Records en Londres, en el cual participaron también Alan Wilder con su proyecto Recoil, así como Martin Gore y Andrew Fletcher, mientras Clarke por su parte se presentó de nuevo con Alison Moyet como Yazoo, con Feargal Sharkey como The Assembly y con Andy Bell como Erasure.
En 2012 colabora con música incidental para cortos del dibujante Scott Lenhardt. También realiza una colaboración con el trío inglés de electropop The Good Natured, coescribiendo y tocando el tema Ghost Train. En septiembre de ese año, se une a Ane Brun y hacen una reversión del tema Fly on the Windscreen, de Depeche Mode, para presentación de la novela de Tonya Hurley: The Blessed.

### Very Records
En 2016 fundó junto a Paul Hartnoll el sello discográfico Very Records, con el que ha realizado diversos proyectos. El primer lanzamiento fue su propio proyecto conjunto como Vince Clarke & Paul Hartnoll llamado 2Square. También produjeron los dos álbumes de Reed & Caroline : Buchla and Singing (2016) y Hello Science (2018) y el álbum de Alka: The Colour of Terrible Crystal (2017). 
Illustrious Company
Desde 1999, en paralelo a su trabajo con Erasure, Vince Clarke se asoció a Martyn Ware para el proyecto Illustrious Company, con el que editaron dos álbumes y varios proyectos adicionales de música Ambient, que más tarde terminarían compilados en The House of Illustrious, en 2012.
Family Fantastic
Desde el año 2000 formó parte de la banda Family Fantastic, con Phil Creswick y Jason Creasy, con quienes lanzó el álbum ...Nice!, en este álbum participaron Valerie Chalmers y Emma Whittle -habituales coreutas de Erasure. En 2008, Family Fantastic publica su segundo álbum.
VCMG
El 21 de noviembre de 2011 se anunció en los sitios oficiales de Depeche Mode, Erasure, Vince Clarke y Mute Records, la nueva colaboración -tras 30 años de no trabajar juntos- del mismísimo Martin Gore con Clarke, bajo sus iniciales, VCMG, en un álbum promocionado por tres EP, el primero de estos titulado EP1 / Spock, publicado en diciembre de 2011; el segundo EP2 / Single Blip, de febrero de 2012; y, el tercero EP3 / Aftermaths, a mediados de 2012. El nombre del álbum, editado en marzo de 2012 fue Ssss.
Vince Clarke & Paul Hartnoll
El 10 de junio de 2016, se editó 2Square, un álbum donde Vince Clarke se unió a Paul Hartnoll, uno de los integrantes de Orbital, bajo el nombre Vince Clarke & Paul Hartnoll. El sencillo adelanto, lanzado una semana antes fue Better Have a Drink to Think.

## Trascendencia
Se considera que Clarke es uno de los más importantes e influyentes precursores del movimiento de música electrónica, de hecho fue por él que Depeche Mode surgió como grupo de ese género. Clarke es también un compositor prolífico, lo cual se demuestra con los múltiples discos de todos los diferentes proyectos en los que se ha involucrado, sobre todo en Yazoo y en su sociedad con Andy Bell en Erasure.
En mayo de 2009, Clarke recibió el Premio Ivor Novello "Outstanding Song Collection" como reconocimiento a sus 30 años en la industria de la música. Clarke hasta la fecha sigue potenciando el uso del sintetizador, si bien a juicio de algunos un tanto estancado musicalmente siempre ha optado por la exploración y el predominio del sonido sintético sobre el acústico. Además, Vince Clarke ha logrado alcanzar el Top 10 Single UK Chart con 4 agrupaciones diferentes, Depeche Mode, Yazoo, The Assembly e Erasure; el Top 5 Single UK Chart con 3 grupos diferentes, Yazoo, The Assembly e Erasure; y, el Top 10 Album UK Chart con 3 bandas diferentes, Depeche Mode, Yazoo e Erasure; ha ganado el Brit Awards con dos bandas diferentes, Yazoo en 1982 como mejor banda nueva y con Erasure como mejor banda británica en 1989; y, además, con Erasure fue el primer artista en colocar cinco álbumes número 1 consecutivamente en el UK Chart en 1994. También Erasure se convirtió en el tercer grupo más vendedor de discos en la historia del Tecno Pop en el Reino Unido, atrás de Pet Shop Boys y Depeche Mode.
Vince Clarke fue nombrado en diciembre de 2013 el músico más popular de los años 80 por la revista "Classic Pop" en una encuesta para encontrar los 100 mejores sencillos, elegidos por sus propios lectores. Clarke tiene sencillos en esta lista con Depeche Mode, Yazoo e Erasure.

## Discografía
Con Depeche Mode
La presencia de Vince Clarke en Depeche Mode es tan importante como Depeche Mode lo es para Clarke pues con ellos publicó por primera vez un disco, lo cual lo dio a conocer y cimentó su popularidad dentro de la escena electro.
- Photographic (1981, primera canción publicada de la banda y de Clarke, como Depeché Mode, incluida en el Some Bizzare Album de ese año; posteriormente apareció una segunda versión en Speak & Spell)
- Speak & Spell (1981, álbum)
  - Dreaming of Me (1981, sencillo)
  - New Life (1981, sencillo)
  - Just Can't Get Enough (1981, sencillo)

Con Yazoo
El segundo proyecto de Clarke. Aunque con una duración de solo año y medio, contó con gran éxito. Como curiosidad es el segundo proyecto al que ha dedicado más tiempo, pues en 2008 lo retomó para una gira e incluso se editó un directo registrando una de las presentaciones.
Con The Assembly
- Never Never (1983, sencillo)

Con Paul Quinn
- One Day (1985, sencillo)

Con Erasure
El proyecto al que Clarke ha dedicado hasta la fecha más tiempo y en el que ha sido más consistente, con 19 álbumes y más de 60 discos sencillos.
Solista
- Lucky Bastard (1993, CD sampler)
- Deeptronica (2009, material solo de uso profesional)
- Songs of Silence (2023, álbum)

Con Martyn Ware
Proyecto entre Clarke y Martyn Ware que terminó identificándose como Illustrious Company.

- Pretentious (1999, álbum, como "The Clarke and Ware Experiment")
- Spectrum Pursuit Vehicle (2001, álbum, solo como "Vincent Clarke & Martyn Ware")
  - Massive (2001, canción, como "Vincent Clarke & Martyn Ware")
- Performance at the Sony Party (2001, álbum en directo, como "Vincent Clarke & Martyn Ware")
- Virtual Wishing Tree (2003, álbum , como "Vincent Clarke & Martyn Ware")
  - Sweetly the Air Flew Overhead (2003, canción, como "Vincent Clarke & Martyn Ware")
- Electroclash (como, recopilación, como "Clarke'N'Ware")
- The House of Illustrious (caja recopilatoria, 2012, como "The Clarke and Ware Experiment")

Con Lewis Man
- Smoke Gets in Your Eyes (2000, canción, como "Lewis & Clarke")

Con Family Fantastic
- ...Nice! (2000, álbum)
- Wonderful (2008, álbum)

Con RadioActivators
- Knock on Your Door (2001, sencillo)

Con Mick Martin
- What a Wonderful World (2001), tema realizado con su propio hermano, es una versión del clásico de Bob Thiele y George David Weiss popularizado en su momento por Louis Armstrong.

Con Richard Butler
- Work It Out (2004)

Tema realizado para la serie animada Johnny Bravo (del animador Van Partible para Cartoon Network), con música escrita por Vince Clarke y letra por Van Partible e interpretada a dúo por Clarke y el cantante de The Psychedelic Furs.
Con Anna Pagan
- Everybody Phabulize (2006)

Tema realizado para el corto animado The Phabulizers (del animador Van Partible para la serie Shorty McShorts' Shorts de Cartoon Network), con música escrita por Vince Clarke y letra por Vince Clarke y Van Partible e interpretada a dúo por Clarke y la cantante Anna Pagan.
Como VCMG
Proyecto a dueto con Martin Gore tras 30 años de haberse separado de Depeche Mode.
- Ssss (2012, álbum)
  - EP1 / Spock (2011, EP/sencillo)
  - EP2 / Single Blip (2012, EP/sencillo)
  - EP3 / Aftermaths (2012, EP/sencillo)

Con Paul Hartnoll
- 2Square (2016, álbum, como Vince Clarke & Paul Hartnoll)
  - Better Have a Drink to Think (2016, sencillo)

Con Melissa Grey y Nicole Antebi
- Magic Square (2016)

Tema dado a conocer en el The Morbid Anatomy Museum para presentar el palíndromo del cuadrado mágico, con animación de Nicole Antebi y sonido de Melissa Grey.

### Bandas de sonido
- Bullfighter (2000), película dirigida por Rune Bendixen y protagonizada por Olivier Martinez, Michelle Forbes, Donnie Wahlberg, Robert Rodriguez and Willem Dafoe.
- Blood (2000), película dirigida por Charly Cantor y protagonizada por Adrian Rawlins, Lee Blakemore y Phil Cornwell.

### Cortinillas musicales y temas
- The Other Side of the Tracks (1983, cortina del programa de TV -Channel 4- del mismo nombre)
- Johnson Cotton Buds (1984, tintineo publicitario)
- Trak Trix (1984, cortina del programa de TV -Channel 4- del mismo nombre)
- Science Week Theme (1994, cortina del programa de radio de la BBC del mismo nombre)
- Top of the Pops Theme (1995, cortina del programa de TV Top of the Pops)
- Work It Out junto a Richard Butler (2004, canción para la serie Johnny Bravo)
- Everybody Phabulize junto a Anna Pagan (2006, canción para el corto animado The Phabulizers).

### Colaboraciones con otros artistas
- 1982 To Speak, canción de la banda Dome, en el álbum Dome 4 (Will You Speak This Word), aporta teclados y voz.
- 1984 Ave Maria, cuatro canciones de la banda West India Company, para el sencillo Ave Maria, sonidos varios -figura como pirotecnia-.
- 1999 The Peter Pan Effect, álbum de Robert Marlow, programado y producido por Vince Clarke y Eric Radcliffe -este álbum fue grabado entre 1982 y 1984 pero recién se editó en 1999-.
- 2002 The Floating World, canción de la banda Simple Minds, incluida en el álbum Cry y también en el sencillo de Taormina (lanzamiento independiente que realizó Simple Minds, cambiando su nombre para la ocasión): canción que nació de una remezcla del tema Homosapien, de Simple Minds, terminó convirtiéndose en un tema en sí mismo, acreditado a Vince Clarke e interpretada por Clarke y su hermano Mick Martin.[10][11]
- 2003 Boom Boom feat. Vince Clarke y Daphne Diamond, canción de la banda GenderFix, en el EP Tongue n' Cheek, coautor, sonidos (la canción Boom Boom también aparece en el Family Fantastic álbum Wonderful en 2008).
- 2004 What Do I Want from You?, canción de la banda Freeform Five, en el álbum Strangest Things, aporta teclados. Como curiosidad, Martyn Ware hace coros.
- 2008 It's All Done By The Machine feat. Vince Clarke, canción de la banda Mister Midi, en el álbum I Shoulda Learned to Play the Guitar
- 2008 InsideOutside y Home (Starstruck Mix), canciones de la banda Marlow -integrada por Robert Marlow y Gary Durant-, en el álbum InsideOutside, arregladas y producidas por Vince Clarke.[12]
- 2012 Ghost Train, canción realizada en colaboración con el trío inglés de electropop The Good Natured
- 2012 Fly on the Windscreen, canción realizada en colaboración con Ane Brun para el libro The Blessed de Tonya Hurley. También aparece en el álbum Rarities de Ane Brun. Curiosamente es un tema de Depeche Mode de 1985.
- 2012 The Best Thing, canción de la banda Electric Youth, figura como productor adicional.
- 2014 Lift Me Up feat. Vince Clarke, canción de Ipop, álbum de Andy Bell -en colaboración con Shelter-. Vince participa en este tema de su compañero en Erasure.
- 2014 Participa en varias canciones del álbum Strange Desire de Bleachers, a saber: Wild Heart, aporta programación y teclados; I'm Ready to Move On / Wild Heart Reprise feat. Yoko Ono, aporta programación de drum y teclados; Like a River Runs, programación y teclados. También es productor adicional de los tres temas.[13]
- 2015 Automatic Pt. 1 y Automatic Pt. 2, canciones en las que hace un dueto con Jean-Michel Jarre para su álbum Electronica 1: The Time Machine.
- 2016 participa como invitado en la canción Carry On: Astrolith ft Vince Clarke, Cakes Da Killa, TT the Artist, Spank Rock. Astrolith es el seudónimo de Evan Sutton, quien fue el ingeniero de grabación de The Violet Flame, álbum de Erasure.
- 2017 Participa en la canción Don't Take the Money de Bleachers featuring Lorde para el álbum Gone Now.
- 2017 Participa de la canción Goodnight Vienna de Equinox, para el álbum It's Hard To Be Happy When Your Head is Full of Sin.
- 2017 Participa con sintetizadores de las canciones de Alka: Melancholy Last, Collusion, Cooperate y Wrong Side Up, todos incluidos en el álbum The Colour of Terrible Crystal.
- 2025 Participa tocando guitarra acústica, programación de batería y percusión y coescribió con Olly Alexander and Danny L Harleen, la canción Make Me A Man incluida en el álbum Polari (álbum) de Olly Alexander.

### Remezclas
- 1987 Erasure - "Leave Me To Bleed" (VC / Eric Radcliffe Mix)
- 1988 Happy Mondays - "WFL (Wrote for Luck)" (The Vince Clarke Mix)
- 1990 Betty Boo - "24 Hours" (Oratronic Mix)
- 1991 Fortran 5 - "Heart on the Line" (V.C. Mix)
- 1991 Habit - "Power" (7" / 12" Version) -banda que integraba Mick Martin, el hermano de Clarke-.
- 1992 Nitzer Ebb - "Ascend" (Anonymous Mix)
- 1992 The Wolfgang Press - "Angel"
- 1992 Betty Boo - "I'm on My Way" (The Batman and Robin Mix) -asistido por Mick Martin-
- 1993 The Time Frequency - "Real Love '93" (Vince Clarke Remix)
- 1994 Sparks - "When Do I Get to Sing "My Way" (Vince Clarke remix) y (Vince Clarke extended mix)
- 1994 Alison Moyet - "Whispering Your Name" (A Remix)
- 1995 Egebamyasi - "Remont" (Allegro con brio) (Vince Version)
- 1995 Wubble-U - "Down-Get'Em Down" (Vince Clarke Mix) reeditada en 2010
- 1997 White Town - "Wanted" (Vince Clarke Remix 1) y (Vince Clarke Remix 2)
- 1999 Attic Base - "Action" (Vince Clarke Mix)
- 2001 MARLOW - "My Teenage Dream" (Stealth Mix) -grabado en 1983 por Robert Marlow pero editado en un compilatorio de demos de MARLOW en 2002-
- 2001 MARLOW - "No Heart" (Vince Clarke 2001 Dance Mix) -idem My Teenage Dream-
- 2002 Simple Minds - "Homosapien" (Vince Clarke Remix)
- 2005 Andy Bell - "Crazy" (Vince Clarke Remix)
- 2005 Rammstein - "Mann Gegen Mann" (Popular Music Mix)
- 2006 Rosenstolz - "Nichts Von Alledem (Tut Mir Leid)" (Die Remixe)(Vince Clarke Mixed Up Mix) y (Vince Clarke Maxed Up Mix)
- 2006 Noirhaus - "It's Over" (Vince Clarke Mix)
- 2008 The Saturdays - "Issues" (Vince Clarke Extended Mix-club mix-) y (Vince Clarke radio edit)
- 2009 Franz Ferdinand - "No You Girls" (Vince Clarke Remix)
- 2009 MARLOW - "Home" (Vince Clarke`s Starstruck Mix)
- 2009 Erasure - "Stop!" (Sync 82 Remix)
- 2009 Space Cowboy - "Falling Down" (Vince Clarke Remix)
- 2009 Erasure - "Hallowed Ground" (Vince Clarke's Big Mix)
- 2009 A Place To Bury Strangers - "In Your Heart" (Vince Clarke Remix)
- 2009 Ash - "True Love 1980" (Vince Clarke Remix)
- 2009 The Presets - "If I Know You" (Vince Clarke Remix)
- 2009 Polly Scattergood - "Other Too Endless" (Vince Clarke Remix)
- 2009 Polly Scattergood ft Vince Clarke - "Ghostgirl: Lovesick" (Epic mix)
- 2010 Goldfrapp - "Believer" (Vince Clarke Remix) y (Vince Clarke Remix Edit)
- 2010 Andy Bell - "Call On Me" (Vince Clarke Remix)
- 2010 Andy Bell - "Non-Stop" (Vince Clarke Remix)
- 2011 Plastikman - "Elektrostatik" (Vince Clarke Remix) y (Vince Clarke Remix edit)
- 2011 Billie Ray Martin - "Sweet Suburban Disco" (Vince Clarke Remix)
- 2011 Intervox - "Over & Over Again" (Vince Clarke mix)
- 2011 Depeche Mode - "Behind the Wheel" (Vince Clarke Remix/Vince Clarke Extended Vocal)
- 2011 The Present Moment - "Loyal to a Fault" (Vince Clarke edit)
- 2012 Liars - "No. 1 Against The Rush" (Vince Clarke Remix)
- 2012 Kidnap Kid - "Lazarus Taxon" (Vince Clarke Remix-BB Spread Love #1-)
- 2012 VCMG - Aftermaths (Vince Clarke Remix)
- 2013 Dido - End of Night (Vince Clarke Remix)
- 2013 Chad Valley - "Up and Down" (Vince Clarke Remix)
- 2013 Blancmange - "Living On the Ceiling" (Radio edit VC) y (Extended mix)
- 2014 Polly Scattergood - "Subsequently Lost"
- 2014 The Bleachers - "I Wanna Get Better" (Vince Clarke Remix)
- 2014 Future Islands - "Doves" (Vince Clarke Remix)
- 2015 Benji and the Astronauts - "I am an Astronaut" (Vince Clarke Remix)
- 2016 Andy Bell - "My Precious One" (Vince Clarke Remix)
- 2016 Nitzer Ebb - "Once You Say" (Vince Clarke remix)
- 2016 Reed & Caroline - "Electrons" (Vince Clarke Remix)
- 2016 Erasure - Chains of Love (Vince Clarke Remix)
- 2016 Erasure - Waiting for the Day (Vince Clarke Remix)
- 2017 Bright Light Bright Light ft Elton John - "Running Back to You" (Vince Clarke Remix)
- 2017 Dubfire & Miss Kittin - Ride (Vince Clarke Remix)
- 2017 Erasure - Love You to the Sky (Vince Clarke Remix)
- 2017 Alka - Truncate (Vince Clarke remix)
- 2017 The Overlords - God's Eye (Vince Clarke Loony remix) y (Vince Clarke Loony edit) -con samples de Don't Go-
- 2018 Ladytron - The Animals (Vince Clarke Remix)
- 2018 Robert Görl - Part 1 (Vince Clarke Remix)
- 2018 Reed & Caroline - "Before" (Vince Clarke Remix)
- 2018 Space - Magic Fly (Vince Clarke Rework)
- 2019 James Yorkston - Shallow (Vince Clarke Remix)
- 2019 All Hail The Silence - The Alarm (Vince Clarke Remix)
- 2019 Fujiya & Miyagi - Fear of Missing Out (Vince Clarke Remix)
- 2019 Orchestral Manoeuvres in the Dark - Almost (Vince Clarke Remix)
- 2020 Erasure - Turns the Love to Anger (Vince Clarke Remix)
- 2020 Yova - Rain (Vince Clarke Remix)
- 2020 International Teachers of Pop - Femenenergy (Vince Clarke remix)
- 2020 Erasure - Blue Savannah (Vince Clarke Remix)
- 2020 Erasure - Nerves of Steel (Versión extendida)
- 2020 Alka - Faito (Vince Clarke remix)
- 2020 Bright Light Bright Light feat. Andy Bell - Good At Goodbyes (Vince Clarke Remix)
- 2021 Tiny Magnetic Pets - Automation (Vince Clarke Remix)
- 2021 Saint Etienne - Blue Kite (Vince Clarke Remix)
- 2021 Xqui - Martha (Vince Clarke Remix)
- 2022 Johnny Marr - Spirit Power and Soul (Vince Clarke Remix)
- 2023 Hifi Sean & David McAlmont - Real Thoughts In Real Time (Vince Clarke Remix)
- 2023 Klaus Nomi- Nomi Song (Vince Clarke Remix)
- 2024 Blossoms ft Findlay- To Do List -After the Breakup- (Vince Clarke Remix)
- 2024 Warrington-Runcorn New Town Development Plan - A Share Sense of Purpose (Vince Clarke Remix)
- 2025 The Hidden Cameras - Undertow (Vince Clark Remix)
- 2025 James Yorkston (feat. Nina Persson) - A Moment Longer (Vince Clarke Remix)